# Ким Чжон Чул
Ким Чен Чул, роден на 25 септември 1981 г. е вторият син на севернокорейския лидер Ким Чен Ир. Той бе смятан за най-вероятен наследник на властта в КНДР.
Ким Чен Чул посещава училище в Берн, Швейцария. От неофициални източници е съобщено, че Чул пропагандира работническата партия.
До 2001 г. се предполагаше, че евентуален наследник на Ким Чен-ир ще бъде най-големият му син Ким Чен Нам. Но през май 2001 г., Ким Чен Нам е арестуван на международното летище в Токио, Япония, пътуващ с преправен паспорт на Доминиканската република. Той е задържан и депортиран в Народна Република Китай. Инцидентът предизвиква Ким Чен-ир да отмени планираното посещение в Китай. В резултат на този инцидент, Ким Чен Нам изпада в немилост.
Ким Чен Чул е семеен и води нормален (по-скоро богаташки) живот, както и всички деца на Ким, но следи ситуцията в Корея.